# La cuesta de las comadres

La cuesta de las comadres est une nouvelle tirée du recueil El Llano en Llamas Le Llano en flammes de Juan Rulfo, publié en 1953.

## Résumé
L'histoire se passe après la révolution agraire mexicaine de 1910 et après la guerre des Cristeros. Le narrateur nous raconte l'histoire vécue avec ses voisins. Les frères Torrico (Odilon et Remigio) sont de grands propriétaires terriens qui possèdent une grande partie de La cuesta de las comadres. En fait, ils ont profité de la révolution agraire pour voler les terres données aux paysans par le gouvernement et s'approprier terres, productions et bétail par le vol et la terreur. Ils sont craints par tous, excepté le narrateur.

## Éléments d'analyse
- Le titre:

"La cuesta de las comadres" fait référence au fait que tous les protagonistes sont vus comme de vraies commères, qui parlent aux défunts, assassinés, qui ne pourront ni entendre, ni jamais leur répondre.